# Asterozoa
Los asterozoos (Asterozoa) es una superclase (o subfilo) dentro del filo Echinodermata. Se caracterizan por tener un cuerpo con forma de estrella y simetría pentrradial. El subfilo incluye tres clases: Asteroidea (las estrellas de mar), Ophiuroidea, (las ofiuras) y Somasteroidea (actualmente extinto).

## Diversidad

### Asteroidea

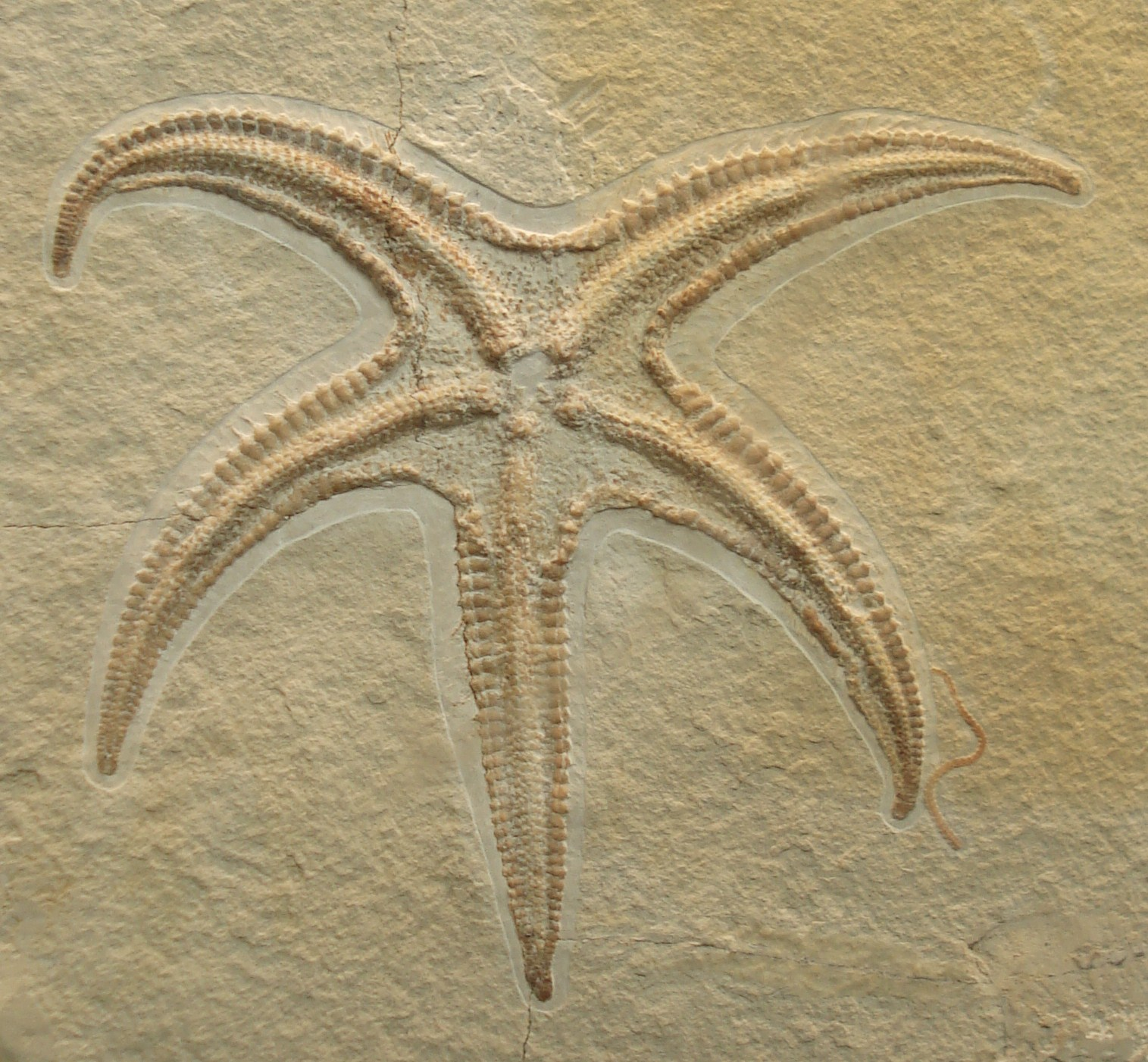
Fósil de estrella de mar, Riedaster reicheli

Los miembros de la clase Asteroidea se caracterizan por tener un cuerpo con forma de estrella, con un disco central y cinco o más brazos radiales. Normalmente presentan simetría pentameral, aunque algunas especies presentan una simetría radial basada en un número diferente de ejes. La superficie aboral o superior puede ser lisa, granular o espinosa, y está cubierta con placas superpuestas. Tienen pies ambulacrales operados por un sistema hidráulico y una boca en el centro de la superficie oral o inferior. Se alimentan de forma oportunista, depredando sobre todo a invertebrados bentónicos. Varias especies tienen un comportamiento de alimentación especial, incluyendo alimentación por suspensión y adaptaciones para alimentarse de presas específicas. Tienen ciclos de vida complejos y pueden reproducirse tanto sexual como asexualmente. La mayoría tiene la capacidad de regenerar brazos dañados o perdidos.

### Ophiuroidea

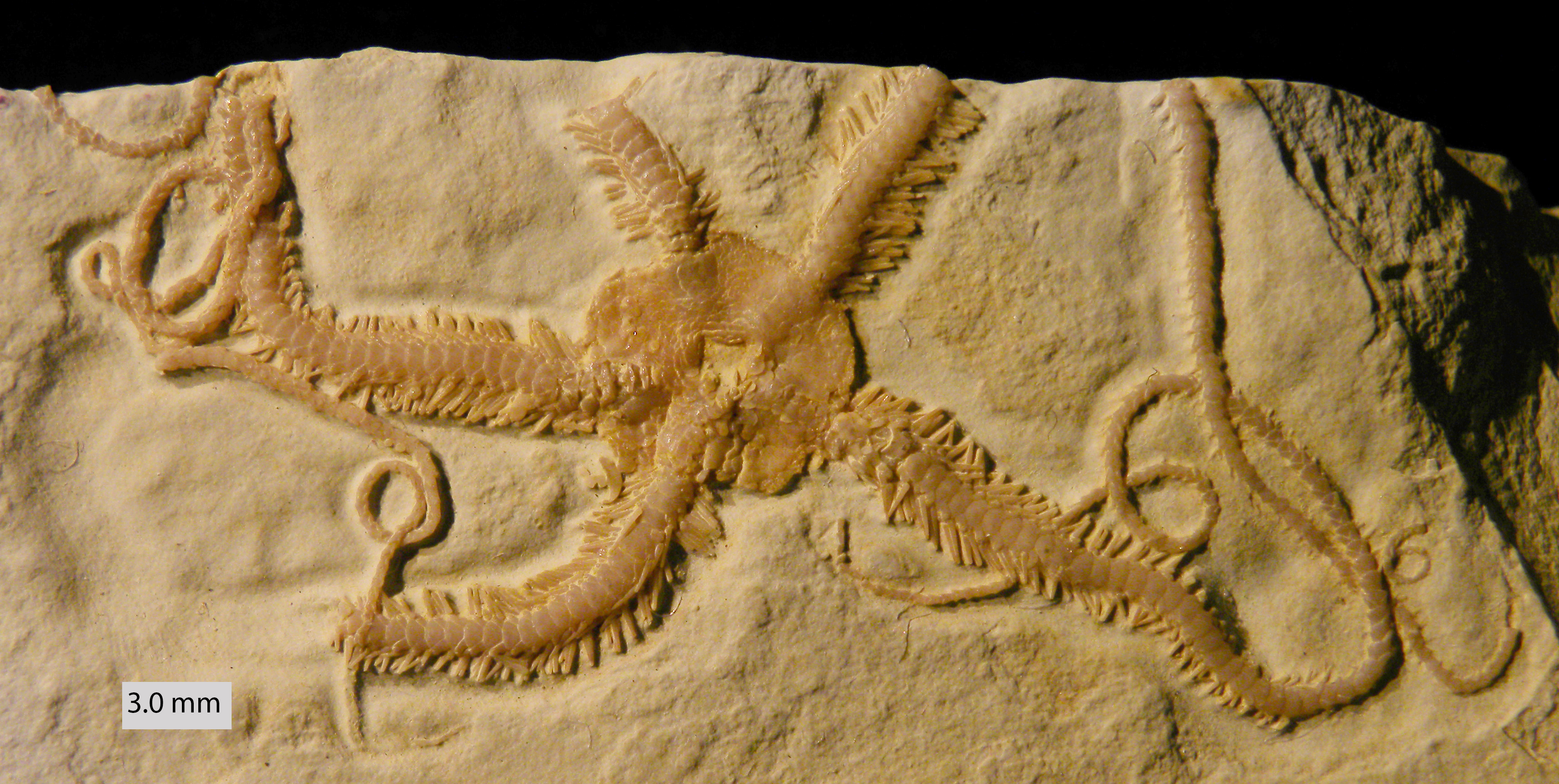
Ophiopetra lithographica from the Lower Hienheim Beds (Lower Tithonian, Upper Jurassic) near Regensburg, Germany

Las ofiuras presentan simetría pentarradial y tienen un aspecto parecido a las estrellas de mar (Asteroidea), con cinco brazos que salen de un disco central. Seguramente, ofiuroideos y asteroideos son grupos hermanos.
Tienen el cuerpo pequeño y aplanado formado por un disco redondeado por cinco brazos articulados muy finos y largos que surgen bruscamente del disco central y pueden estar ramificados. Cada uno de los brazos consiste en una columna de osículos (llamadas vértebras), articulados entre sí, unidos por músculos y cubiertos por placas.
Tienen los surcos ambulacrales cerrados, pero con orificios para que salgan los pies ambulacrales, que son lisos, sin ampollas ni ventosas, pero con una musculatura muy desarrollada. El madreporito se sitúa en la cara oral.

### Somasteroidea
Todos los miembros de la case Somasteroidea están extintos. Aparecen en el registro fósil en al Ordovícico y probablemente desaparecieron a finales del Devónico. Son similares a los asteroideos puesto que también presentan cinco brazos petaloides con una base ancha y el cuerpo aplanado dorsoventralmente. Las placas ambulacrales en los somasteroideos son simples y no especializadas, y se piensa que los brazos no eran flexibles y, por tanto, no servían para ayudar en la alimentación, pero las piezas bucales eran más complejas.
Según el World Register of Marine Species, Stelleroidea no es un taxón válido, volviendo a una propuesta taxonómica anterior que en la que quedaban incluidos dentro de Asterozoa.